# Michelle de Bonneuil

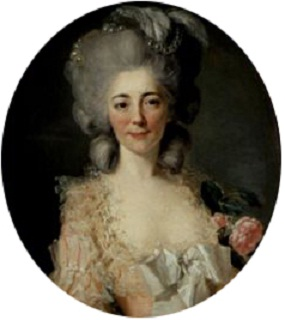
Michelle de Bonneuil.

Michelle de Bonneuil, född 7 mars 1748 på Réunion, död 30 december 1829 i Paris, var en fransk spion. Hon utförde flera uppdrag av betydelse under både den franska revolutionen och det första kejsardömet. 
Michelle de Bonneuil föddes som på Réunion som dotter till den franske guvernören Jean Sentuary och Marie-Catherine Caillou. Hon växte upp på Sainte-Suzanne, där fadern hade en plantage, och sedan i Bordeaux. År 1768 gifte hon sig med Jean-Cyrille Guesnon de Bonneuil, som hade tjänst hos Maria Teresa av Savojen, och presenterades då för societeten i Paris. Hon gjorde succé i huvudstadens aristokratiska och konstnärliga kretsar med sin charm, skönhet och talang för konversation, sång och målning, och blev en medlem av den anakronistiska cirkeln "la Caserne", som möttes vid Marly och leddes av poeterna Évariste de Parny, Antoine Bertin och Michel de Cubières. Hon blev älskarinna till den rike finansiären Nicolas Beaujon i utbyte mot pengar, samtidigt som hon privat inledde ett ömsesidigt kärleksförhållande med bankiren Jean-Frédéric Perrégaux, med vilken hon skulle komma att ha en relation till och från i trettio år. Då Nicolas Beaujon avled 1786 testamenterade han henne en förmögenhet på 100,000 livres, och hon blev en av de ledande societetsfigurerna i Paris, där hon kallade sig grevinnan de Bonneuil. Hon var bekant med Anne de Caumont-Laforce, hade en rad uppmärksammade kärleksaffärer, intresserade sig för Cagliostros mysterier och blev troligen initierad i de franska frimurarnas kvinnliga loge.
Under franska revolutionen sympatiserade hon med de ultrakonservativa. Från 1791 medverkade hon i flera antirevolutionära projekt. Ett av dem var ett försök att föra ut kungafamiljen ur Frankrike via hotel d'Esclignac, en plan som misslyckades och ledde till de sammansvurnas gripande 18 april 1791. Hon hade vid revolutionens utbrott ett förhållande med rojalisten Jacques Antoine Marie de Cazales, med vilken hon i juli 1792 lämnade Frankrike och reste till Lausanne. Hon återvände till Frankrike i augusti 1792. Hon medverkade sedan i upprepade försök att frita den före detta kungafamiljen ur fängelset Le Temple. Hon opererade då från en lägenhet på Rue de la Corderie i samarbete med en grupp kvinnliga rojalister (Mrs Beaufort, Pompignan av Bonneval Abzac, Damaskus, Langeron, Saint Maurice och Janson Laubespin). Hon greps 11 september 1793. Under skräckväldet avrättades bland andra hennes syster och svåger. Själv frigavs hon i oktober 1794. År 1796 besökte hon Milano, där hon träffade den landsflyktige franske tronpretendenten prins Ludvig samt Napoleon Bonaparte. Fram till 1799 gjorde hon flera resor mellan Italien och Frankrike under falska pass.